# Fritz Krenn (Sänger)
Fritz Krenn (* 11. Dezember 1887 in Wien, Österreich-Ungarn; † 12. Juli 1963 (laut Grabstein) ebenda) war ein österreichischer  Opernsänger (Bassbariton).

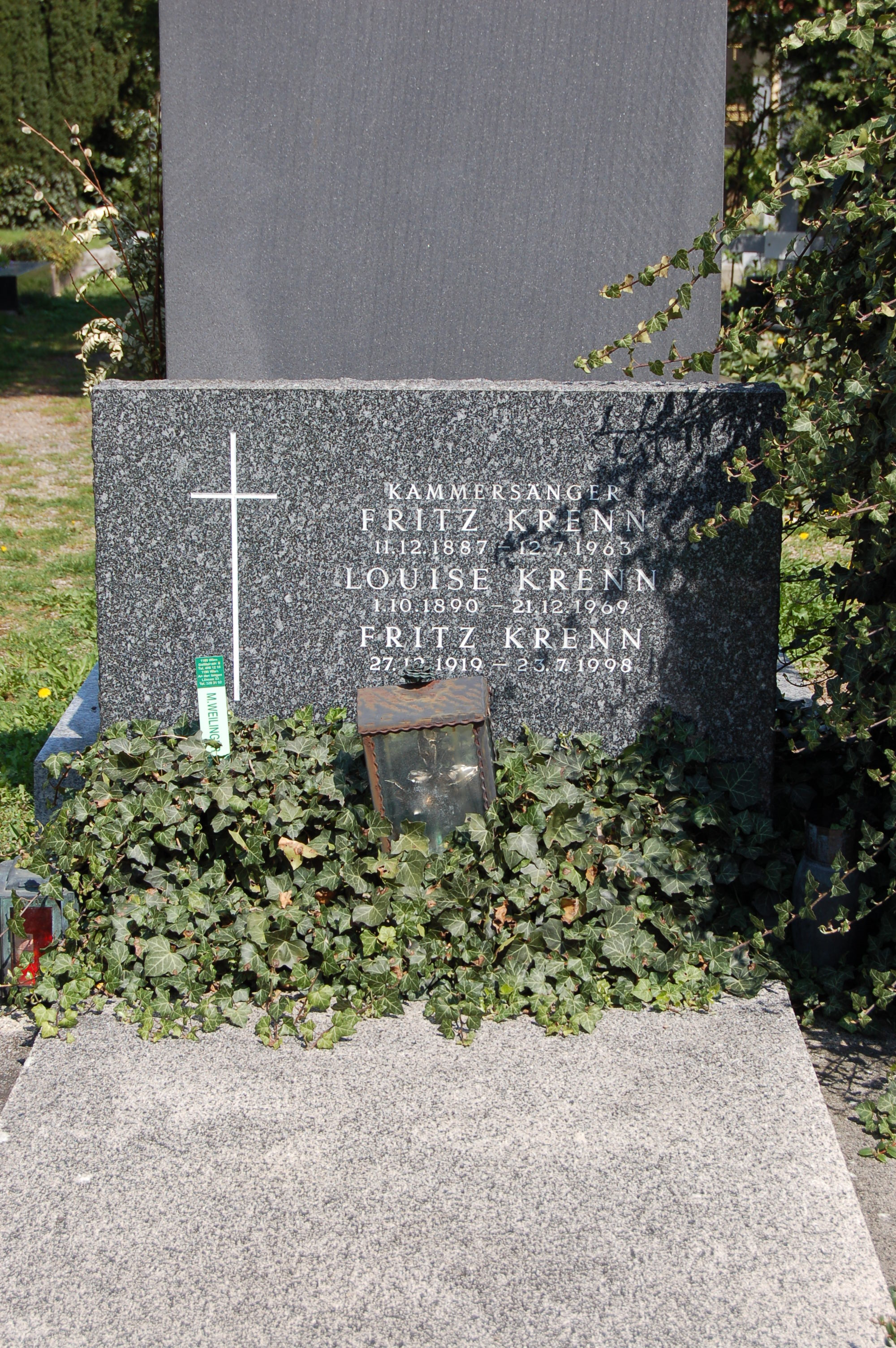
Grabstätte von Fritz Krenn

## Leben
Krenn war vorerst Zeichenlehrer, bevor er an der Wiener Musikakademie Gesang bei Otto Iro studierte. 1917 hatte er sein Debüt in Triest als Heerrufer im Lohengrin und kam 1918 an die Wiener Volksoper. Von 1918 bis 1919 in Pressburg, 1919–1920 in Reichenberg, 1919–1924 an der Wiener Staatsoper und 1925–1927 in Wiesbaden. Von 1927 bis 1943 engagiert an der Berliner Staatsoper und Ensemblemitglied der Krolloper. Krenn gastierte von 1934 bis 1959 wieder an der Wiener Staatsoper (Mitglied 1937–1958). 
Aus Anlass des 50. Geburtstages von Adolf Hitler wurde ihm am 20. April 1939 der Titel „Kammersänger“ verliehen.
Er war ebenfalls von 1948 bis 1959 Ensemblemitglied der Wiener Volksoper. Bei den Salzburger Festspielen sang er 1935, 1937-1939 und 1946, auch in Bayreuth, London, Mailand, Rom, New York (Debüt an der Met 1951), in Europa, in Nord- und Südamerika. Krenns meistgesungene Rolle war der Ochs in Richard Strauss Rosenkavalier. Am Ende seiner Karriere war er Gesangspädagoge.
Krenn stand 1944 in der Gottbegnadeten-Liste des Reichsministeriums für Volksaufklärung und Propaganda.
Seine letzte Ruhestätte befindet sich auf dem Pötzleinsdorfer Friedhof (Gruppe F, Nummer 50) in Wien.